# پسینی و پیشینی
عبارت‌های پیشینی یا آپِریوری (a priori به معنی پیشین) و پسینی یا آپوستِریوری (a posteriori به معنی پسین) در فلسفه (معرفت‌شناسی) برای تمایز بین دو نوع دانش به کار می‌رود:
- دانش حضوری مستقل از تجربه است؛ مثلاً «همهٔ مجردها ازدواج نکرده‌اند.»

درستی چنین دانشی در حالی که روی تخت لمیده‌اید، آشکار است. لازم نیست بیرون بروید تا درستی آن را بیازمایید. لازم نیست هیچ‌گونه تجربهٔ علمی انجام دهید. البته در نظر کانت این گزاره «همهٔ مجردها ازدواج نکرده‌اند.» یک معرفت پیشینی محض نیست؛ چرا که مفهوم ازدواج باید از تجربه استخراج شود.
- دانش حصولی وابسته به تجربه یا مشاهده است؛ مثلاً «بعضی از مجردهایی که من دیده‌ام، خوشبخت هستند.»

## واکاوی
پیشینی (A priori) و پسینی (A posteriori) عباراتی لاتینی هستند که در فلسفه برای تمایز انواع دانش، توجیه یا استدلال بر اساس اتکای آن‌ها به تجربه استفاده می‌شوند. دانش پیشینی مستقل از هر تجربه‌ای است. مثال‌ها شامل ریاضیات، توتولوژی‌ها و استنتاج از عقل محض است. دانش پسینی به شواهد تجربی بستگی دارد. مثال‌ها شامل اکثر زمینه‌های علم و جنبه‌های دانش شخصی است. این اصطلاحات از روش‌های تحلیلی موجود در ارغنون، مجموعه‌ای از آثار ارسطو، سرچشمه می‌گیرند. گزاره‌های پیشینی دربارهٔ منطق قیاسی است که از تعاریف و اصول اوّلیه ناشی می‌شود. گزاره‌های پسینی دربارهٔ منطق استقرایی است که از شواهد مشاهده‌ای ناشی می‌شود. هر دو اصطلاح در کتاب اصول اقلیدس ظاهر می‌شوند و توسط نقد عقل محض ایمانوئل کانت، اثری تأثیرگذار در تاریخ فلسفه، رواج یافتند.
با این حال، تقسیم‌بندی معرفت‌شناسی به پسینی و پیشینی به‌طور جدی نخستین بار توسط لایب‌نیتس مطرح شد. وی علم پسینی را به چیزهایی که از طریق تجربه به دست می‌آید و علم پیشینی را به چیزهایی که از عقل ناشی می‌شود، اختصاص می‌دهد. از دیدگاه او قضایای پیشینی مبتنی بر قضیه «هو هویت» یا «این‌همانی» هستند که آن را اصلی‌ترین و اوّلین قضیه برای عقل انسان می‌داند.
به گفتهٔ کانت همهٔ قضایا را می‌توان به دو نوع تقسیم کرد: تحلیلی و ترکیبی. در قضایای تحلیلی، محمول همهٔ آنچه را از پیش در موضوع بوده یا بخشی از آن را تکرار می‌کند. در قضایای ترکیبی، محمول چیزی علاه‌بر آنچه در موضوع بوده، بیان می‌کند. شکل قضایای تحلیلی بدین‌گونه است: «هر الف الف است.» و شکل قضایای ترکیبی بدین‌گونه است: «هر الف ب است.» البته گزاره‌های تحلیلی می‌توانند شکل «هر الف ب، الف است.» را نیز داشته باشند؛ مثلاً «واجب‌الوجود وجود دارد.»، یک گزارهٔ تحلیلی است.
کانت سپس اصطلاحات دیگری را مطرح می‌کند: پیشینی و پسینی. این واژه‌ها (برخلاف تحلیلی و ترکیبی) نه با خود گزاره‌ها، بلکه با شناخت ما از آن‌ها مرتبط است. یک حقیقت پیشینی، حقیقتی است که آن را می‌توان به‌گونه‌ای مستقل از تجربه شناخت. این سخن بدین معنا نیست که در زمانی ناگزیر به فراگرفتن آن نبوده‌ایم یا به تجربه کردن آن‌ها نیاز نداشته‌ایم، بلکه تنها بدین معناست که ناگزیر به کشف استقرایی آن‌ها از راه جمع‌آوری نمونه‌ها و مصادیق، آن‌گونه که در مورد قوانین طبیعت عمل می‌کنیم، نیستیم. بدین ترتیب، همهٔ گزاره‌های تحلیلی به‌گونه‌ای پیشینی، شناختنی هستند. برای اینکه بدانیم آیا این گزاره‌ها صادق‌اند یا نه، تنها لازم است تا معانی واژه‌ها را بدانیم و ناچار نیستیم به طبیعت بنگریم. برعکس، گزارهٔ «همهٔ کلاغ‌ها سیاه هستند.» فقط به‌طور پسینی قابل دانستن است، یعنی پس از اینکه افراد دربارهٔ کلاغ‌ها کسب تجربه کرده‌اند. بدین ترتیب، همهٔ قوانین طبیعت پسینی‌اند و تنها تجربه می‌تواند آن‌ها را تأیید یا رد کند.

## مثال
معرفت پیشینی:
- این گزاره را در نظر بگیرید: «اگر جرج پنجم حداقل چهار روز سلطنت کرده باشد، پس او بیش از سه روز سلطنت کرده است.» این چیزی است که می‌توان آن را به صورت پیشینی دانست؛ چرا که بیانگر گزاره‌ای است که می‌توان آن را تنها با عقل استنتاج کرد.

معرفت پسینی:
- این گزاره را در نظر بگیرید: «جرج پنجم از سال ۱۹۱۰ تا ۱۹۳۶ میلادی سلطنت کرد.» این چیزی است که (در صورت صحت) باید به صورت پسینی به آن دست یافت؛ چرا که بیانگر یک واقعیت تجربی است که تنها با استنتاج عقلی قابل شناخت نیست.